# Æthelred II av Northumbria
Æthelred II av Northumbria, död 862, var en engelsk monark. Han var kung av Northumbria 854–858 och 858–862.